# صندلی شکسته

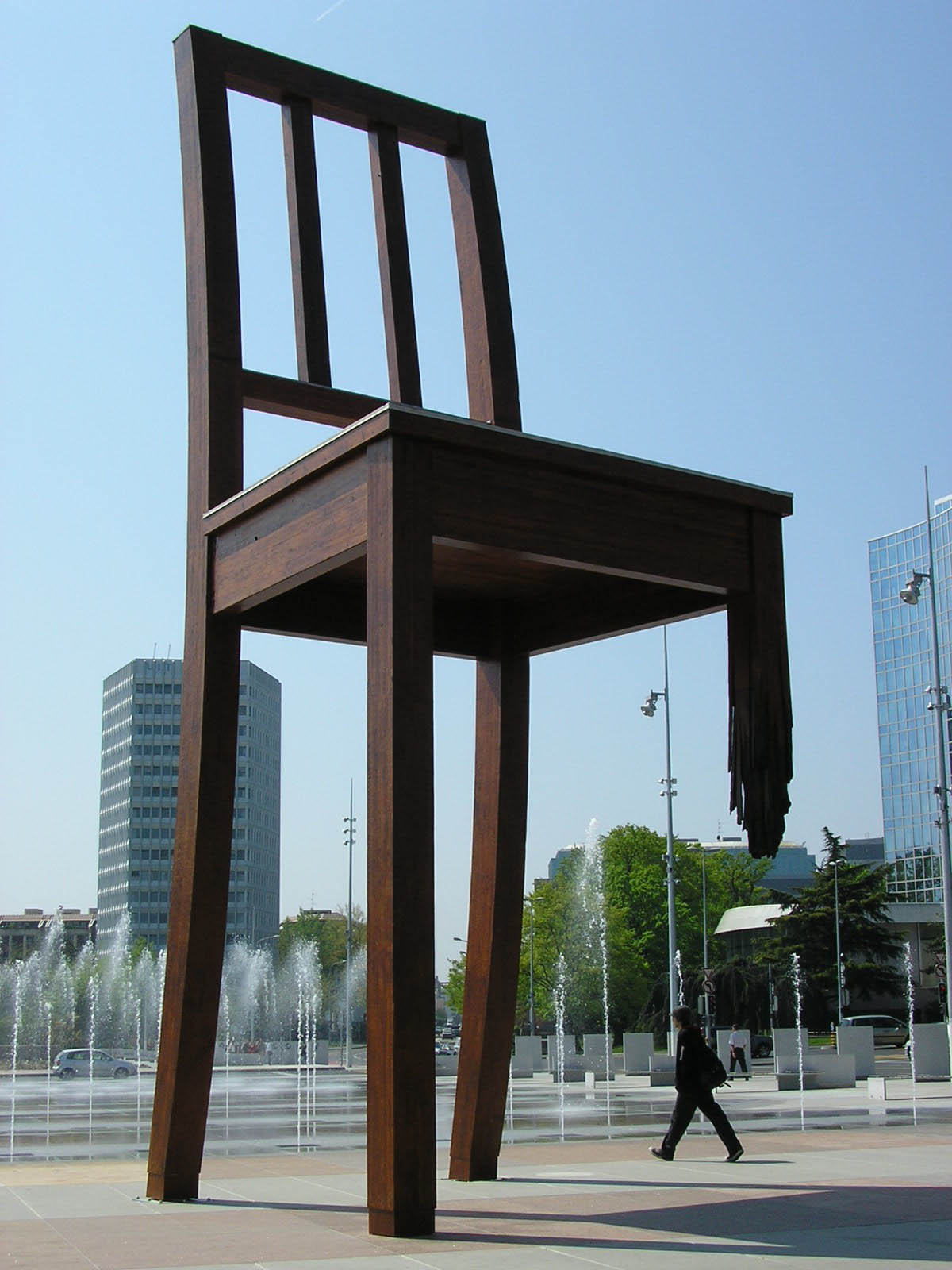
صندلی شکسته روبروی دفتر سازمان ملل متحد ژنو

صندلی شکسته یک تندیس به یاد ماندنی است اثری از هنرمند سوییسی دنیال برست که به نجاری لوییس ژنو ساخته شده‌است. این اثر از ۵٫۵ تن چوب ساخته شده‌است با ارتفاع ۱۲ متر (۳۹ فوت).
این اثر نمایانگر یک صندلی غول پیکر با یک پایه شکسته است که در کنار ساختمان سازمان ملل متحد در شهر ژنو، سوییس واقع شده‌است همچین این اثر نماد مخالفت به مین‌های جنگی و بمب‌های خوشه‌ای و همچنین یک یادآور به سیاستمداران و دیگر بازدیدکنندگان شهر ژنو، سوییس نیز می‌باشد.

## تاریخچه
صندلی شکسته یک پروژه از طرف پاول ورمولن مؤسس و مدیر شرکت جهانی هندیکپ سوییس است. این مجسمه توسط شرکت جهانی هندیکپ روبروی درب ورودی ساختمان سازمان ملل متحد در شهر ژنو در تاریخ آگوست سال ۱۹۹۷ بنا شده‌است، جایی که از ۳ ماه پیش در نظر گرفته شده بود، تا زمان امضا شدن پیمان اتاوا در شهر اتاوا.
به دنبال این تصویب توسط ۴۰ کشور این پیمان به اندازه سند قانون جهانی در ۱ مارس ۱۹۹۹ اثرگذار شد.
شکست کشورهای برجسته برای امضای معاهده و حمایت عظیم مردمی از مجسمه باعث شد تا این تا سال ۲۰۰۵ در آن محل باقی بماند. حتی بعد از تغییر محل مجسمه برای بازسازی ساختمان سازمان ملل متحد بعد از اتمام کار مجسمه در همان محل قبلی در کنار دفتر سازمان ملل متحد در ژنو در ۲۶ فوریه ۲۰۰۷ نصب شد.
نصب دوباره صندلی شکسته در فوریه ۲۰۰۷ به صورت رسمی به شرکت هندیکپ به منظور پشتیبانی از عهدنامه بین‌المللی در مورد ممنوعیت استفاده از بمب خوشه‌ای (مجمع مهمات خوشه‌ای) که در تاریخ دسامبر ۲۰۰۸ در شهر اسلو امضا شده بود، واگذار شد.

## نمونه‌های مشابه
از دیگر نمونه‌های مجسمه‌های صندلی غول پیکر می‌توان به ''صندلی'' در ایالات متحده آمریکا و هیث اشاره کرد

مالک اصلی این اثر تا سال ۲۰۰۴ خود مجسمه‌ساز و بعد از آن او مالکیت را به شرکت جهانی هندیکپ واگذار کرد.